# Ibrahim Yinal
Ibrahim Yenāl (o Inal, persa ابراهيم اينال, DMG Ibrāhīm Ïnal ; + 1059) fue un líder selyúcida.

## Familia
Se le considera hermanastro uterino de Tugrïl Beg y Čaghri Beg, en algunas referencias como primo y otras como ambas cosas a la vez. Su padre habría sido Yusuf Yinal un jefe de la familia selyúcida, uno de los cuatro hijos de Selcuk. El hijo mayor de Selcuk, Mikail Bey murió; como era común en Asia Central la viuda se casó con el hermano, Ibrahim Yusuf Bey y de este matrimonio nació Yınal.
Parece que Inal (o Yinal/Yenal) era un título turco testimoniado antiguamente en Asia Central en el siglo X.

## Inicios
Dirigió una banda de turcomanos llamados los yenalíes  por el historiador Bayhaki. Esta partida actuaba separadamente de Toghrul Beg y Čaghri Beg y de Musa Yaghbu, y fue expulsado de Jorezm al comienzo de la década de los años mil treinta (1030). Participó en los saqueos a Jorasán donde hacia 1039 ocupó Merv.
Cuando los turcos selyúcidas fundaron un sultanato con Toghril y Chaghri como gobernantes en 1040, Ibrahim Inal obtuvo una posición baja que no quería aceptar. Hasta entonces, los turcos selyúcidas siempre habían decidido sus decisiones y políticas dentro de la familia gobernante. Pero ahora el sultán solo decidió, lo que causó el descontento de algunos nobles. Ibrahim se mostró después descontento de su posición subordinada en el sultanato selyúcida.
En 1041/1042 los yenalíes ocuparon Rayy y luego invadieron Jibal. En 1045/1046 Toghrul envió a Ibrahim Inal contra Hamadán. La ciudad fue conquistada (y al cabo de dos años fue conquistada Kangavar). Hacia 1046 Ibrahim nombró gobernador de Kirmanshah y Daynawar a Badr ibn Tahir ibn Hilal de los kurdos hasanwayhíes, interviniendo en las luchas de los annázidas. La familia hasanwáyhida conservaba únicamente su fortaleza principal, Sarmadj, pero el último emir murió el 1047 y la fortaleza pasó a Ibrahim Inal.

## Incursiones contra Bizancio
Abraham Yinal fue enviado al oeste después de la Batalla de Dandanaqan. Cuando el primo Hasan Bey fue emboscado y asesinado por Gürcüler, entró en el territorio bizantino junto su primo Kutanmış Bey. Saqueó Trebisonda y el thema de Iberia. Erzurum, una rica e importante ciudad bizantina, fue saqueada y en su mayoría incendiada. Un ejército de bizantinos, sus vasallos y georgianos se enfrentaron a Ibrahim Inal, pero esto podría decidir la batalla en 1047 por sí mismos.
El ejército bizantino-georgiano comandado por Liparit fue derrotado en Kapetru (1048). Numerosos prisioneros y botines fueron capturados. El historiador árabe Ali ibn al-Athir exagera el número de prisioneros y los elevó a 100 000.

## Enfrentamiento familiar
En 1050 Tugrïl Beg conquistó Isfahán a los kakúyidas e Ibrahim Inal recibió Yazd y Abarkuh como feudos personales. Pero Ibrahim no quedó satisfecho, de hecho aspiraba al sultanato en perjuicio de su hermano uterino. En 1054 Ibrahim Inal, cada vez más enfrentado con Tugrïl Beg, hizo una incursión a Kars que ocupó y mató miles, pero no pudo tomar la ciudadela, y como su hermano uterino o primo acercaba va evacuar la ciudad que de todos modos quedó arruinada. El 1057 Ibrahim se puso en contacto con al Basasiriy, plenipotenciario fatimí en la región del Éufrates que se encontraba en Alepo, para obtener apoyo fatimita para derribar a Toghrul, a cambio de hacer la jutba en nombre del califa fatimí. Al Basasiri tuvo que huir de Rahba hacia Damasco y fue en ese momento en que Ibrahim Inal se declaró abiertamente en rebelión contra su hermano, junto con dos sobrinos, hijos de su hermano Irtash, y marchó hacia el Jibal. El 5 de noviembre de 1058 Tugrïl Beg abandonó Nisibis que había ocupado y persiguió a su hermano.

## Muerte
La revuelta fue aplastada e Ibrahim Inal fue capturado durante la lucha y estrangulado allí mismo con una cuerda de arco (julio de 1059).

## Descendencia
Según Vladímir Minorski, la dinastía de los Inálidas, que gobernó Diyarbakir en el siglo XII, desciende de Ibrahim Inal.